# Bernhard 2. af Sachsen
Bernhard 2. af Sachsen (fødselsår ukendt, død i 1059) var søn af hertug Bernhard 1. af Sachsen og Hildegard af Stade. Han efterfulgte sin far som hertug af Sachsen i 1011. 
Bernhard 2. havde et anspændt forhold til kejser Henrik 2. og med de religiøse myndigheder i Hamburg-Bremen. Desuden kæmpede han mod sorberne. 

## Ægteskab og børn
Han var gift med Eilika af Schweinfurt, markgreve Henrik 1.s datter, og sammen fik de børnene: 
- hertug Ordulf af Sachsen (1022-1072)
- Herman (-1086)
- Gertrud (-1115), gift med grev Floris I af Holland (1030-1061) i 1050 og med grev Robert I af Flandern (-1093) i 1063 (Robert og Gertrud for forældre til Adele af Flandern, der blev gift med Knud den Hellige og dermed dansk dronning).
- Ida (-1102), gift med hertug Frederik af Nedre Lothringen (-1065) og med grev Albert III af Namur (-1102)
- Hadwig/Hedvig, gift med grev Engelbert I af Spanheim (-1096).